# Episodi di Tyrant (prima stagione)
La prima stagione della serie televisiva Tyrant è stata trasmessa in prima visione negli Stati Uniti d'America sul canale via cavo FX dal 24 giugno al 26 agosto 2014.
In Italia, la stagione è andata in onda in prima visione sul canale satellitare Fox dal 25 maggio al 22 giugno 2015.
| nº | Titolo originale         | Titolo italiano       | Prima TV USA   | Prima TV Italia |
| -- | ------------------------ | --------------------- | -------------- | --------------- |
| 1  | Pilot                    | Ritorno a casa        | 24 giugno 2014 | 25 maggio 2015  |
| 2  | State of Emergency       | Una decisione scomoda | 1º luglio 2014 | 25 maggio 2015  |
| 3  | My Brother's Keeper      | Scontro fratricida    | 8 luglio 2014  | 1º giugno 2015  |
| 4  | Sins of the Father       | Orme da seguire       | 15 luglio 2014 | 1º giugno 2015  |
| 5  | Hail Mary                | Padri e figli         | 22 luglio 2014 | 8 giugno 2015   |
| 6  | What the World Needs Now | Per amore del popolo  | 29 luglio 2014 | 8 giugno 2015   |
| 7  | Preventative Medicine    | Cambio di rotta       | 5 agosto 2014  | 15 giugno 2015  |
| 8  | Meet the New Boss        | Sovversione           | 12 agosto 2014 | 15 giugno 2015  |
| 9  | Gaslight                 | Terra natia           | 19 agosto 2014 | 22 giugno 2015  |
| 10 | Gone Fishing             | L'ultima occasione    | 26 agosto 2014 | 22 giugno 2015  |